# Luigi Calori
Luigi Calori (ur. 8 lutego 1807 w San Pietro in Casale, zm. 19 grudnia 1896) – włoski anatom. Uczeń Francesco Mondiniego i Antonio Alessandriniego. Od 1844 profesor anatomii opisowej i topograficznej na Uniwersytecie Bolońskim. Zmarł w 1896 roku.